# Рапира
Рапи́ра, меч-рапи́ра или шпа́га-рапи́ра (нем. Rapier, от фр. espée rapière, исп. espada ropera — буквально «гардеробный меч», то есть лёгкий меч (шпага), носившийся дворянами с гражданским платьем, а не с доспехом, как эсток на седле) — позднее название испанского меча (шпаги) для одной руки с конца XV до конца XVII веков, известный в Испании как tizona, во Франции середины XVII — как длинный меч (фр. épée longue), а в Италии известный как меч на боку (spada da lato). Поздние узкие рапиры в Италии с начала XVII века называют spada da lato striscia или spada striscia.
В отличие от эстока (Estoc на французском языке; Tuck на английском языке; Bohrschwert или Panzerbrecher на немецком языке) — трёх- или четырёхгранного меча, предназначенного для пробития доспеха и являющегося жёстким колющим мечом, не имеющим режущих кромок, рапира была колюще-рубящим оружием с длиной клинка (до 130 сантиметров), имеющим не только острие, но и лезвия.
Ширина клинка рапиры варьировалась и могла быть как у поздних мечей бастардов (меч с рукояткой в полтора хвата) конца XVI начала XVII веков и главным образом отличалась от последнего эфесом для одной руки со сложной гардой.
Впервые рапира упоминается в Испании в куплетах Хуана де Мены «Пекарь», датируемых 1445—1450 годами, а первое упоминание во Франции датируется 1474 годом. Точной даты появления итальянского аналога рапиры нет, но итальянские картины 70-х годов XV века изображают воинов с spada da lato.
Начиная с первой половины XVII века (позднее правление Людовика XIII) рапира как гражданское оружие начала вытесняться придворным мечом (фр. épée de cour) с длиной всего 100 сантиметров. Последняя шпага и легла в основу современных шпаг.
В русском языке рапирой называют либо колющие мечи (шпаги), происходящие от эстока (вроде шпаги матадора — verduguillo), либо тренировочное оружие foil или florete — «шерстяной цветок», получившее своё название от защитного навершия.
В российских дореволюционных изданиях по фехтованию «рапирой» всегда называли тренировочное оружие, не имеющее ни лезвий, ни острия, вместо которого у неё имелась «пуговка», «которая притом ещё обвёртывается замшей, чтобы нельзя было ранить». Боевое же оружие называлось шпагой.
Спортивное фехтование под эгидой Международной федерации фехтования (англ. International Fencing Federation) или FIE проводит соревнования по трём дисциплинам:
- шпага (épée);
- рапира (foil);
- сабля (sabre).

Лингвистический казус замены термина «фойт» на «рапира» в русском языке имеет похожую историю, как и замена термина «эспинголь» на термин «мушкетон», и кроется в заимствовании термина «эспада», а не собственного развития данного оружия. А затем более позднего заимствования термина «рапира».

## История

### Исторический меч-рапира (исп.espada ropera/фр.épée rapière/англ.swept-hilt rapier /итал.spada da lato striscia)
С появлением латного доспеха, который называют белым доспехом, традиционный испанский меч — tizona — утрачивает своё значение как эффективного оружия и на смену ему приходит колющий меч — эсток, закрепляемый у седла и входящий в комплект стандартного вооружения латника. Он используется после поломки копья и таким образом традиционный меч становится вторым мечом, если его носят постоянно.
Меч tizona («сияющий») имеет второе название — espada de armas («меч оружия», в значении «меч герба» или «гербовый меч») и является символом того, кто имеет право называть себя armiger («оруженосец», в значении «несущий герб») или escuier («щитоносец») с «оружием» (гербом) на нём. Мечи tizona, которые носят постоянно, начинают утончаться, но сохраняют открытый эфес с возможностью использования меча в латной перчатке.
Наряду с этим часть испанских латников в бою начинают отказываться от «гербового меча», заменяя его клевцом («вороньим клювом») на короткой рукоятке или коротким и широким мечом вроде «кошкодера», а tizona начинают носить только без латных перчаток, в следствии чего у него развивается защита гарды. Как правило это платье (гардероб) и у меча и появляется название espada ropera, под которым он входит в историю оружия. Вслед за Испанией новое название распространяется в Европе под названием épée rapière во Франции, swept-hilt rapier в землях Германии.
В Италии, богатой своими традициями, узкий tizona называется spada da lato («меч на боку») и к появлению испанского названия espada ropera в Италии появляется собственное название — spada da lato striscia или просто spada striscia. Именно spada striscia и espada ropera попадают вместе с полками иноземного строя в Россию и получают название шпага.
Получив новую жизнь, универсальный меч играет значительную роль в развитии бездоспешного фехтования и становится не только атрибутом к платью или средством самообороны, но и дуэльным оружием.
В европейских языках термин «шпага» (русское искажённое spada или espada) обозначает «меч», а термином «рапира» разновидность меча с развитой гардой и являются взаимозаменяемыми для мечей Ренессанса.
Однако эфес с развитой защитой кисти, который называют «рапирным», завоёвывает популярность не только среди универсальных колюще-рубящих мечей, каким и является меч-рапира, но также рапирный эфес становится стандартным для мечей другого типа, таких как полутораручный меч-бастард, у которого более длинная рукоятка для двух рук и более тяжёлый клинок. Или поздний эсток с рапирным эфесом и более длинным и тяжёлым клинком Y-образного, крестообразного, треугольного или квадратного сечения. В отличие от рапиры, это исключительно колющий меч и именно из него родилась разновидность колющей рапиры, известная как Verduguillo («палач»).
Золотым веком рапиры принято считать 1590—1650 годы. В тот период этот меч (шпага) использовался как боевой, пройдя целую эволюцию эфеса:
- четвертной эфес (4 типа)
- полуэфес (7 типов)
- трёхчетвертной эфес (7 типов)
- полный эфес (13 типов и 9 подтипов)

Приспособленность рапиры для действия одной незащищённой рукой дало мощный толчок развитию бездоспешного фехтования, позволяющего уверенно отбиваться от нападавших и при отсутствии как доспеха, так и щита (батлера) — было достаточно кинжала или даги, а в крайнем случае можно было обойтись собственным плащом, намотанным на левую руку. Во второй половине XVI веке рапира обрела популярность и в других странах.
В середине XVII века у рапиры появились серьёзные конкуренты, начавшие теснить рапиру с разных сторон.
Во Франции в качестве парадного меча появляется короткий придворный меч (фр. épée de cour) который в Испании получил название espadín, а в России по прежнему назывался шпага. В XVIII веке полностью вытеснил рапиру как повседневное оружие во всей Европе.
В качестве боевого меча рапиру начали теснить более тяжёлые рапиры вроде рапиры-паппенхеймер или кавалерийские мечи (шпаги) вроде валлонской шпаги или корзинчатые мечи вроде скьявоны, английской корзинчатой шпаги или большого шотландского меча (claidheamh-mòr) из которых родился европейский палаш.

### Рапира-«цветок» в русском языке (итал.fioretto)
Итальянское тренировочное оружие с тупым наконечником на гранёном клинке, которое использовалось для обучения фехтованию на шпагах. Итальянское слово fioretto (фр. fleuret, исп. florete, нем. florett, англ. foil) означает как оружие целиком, так и наконечник на его клинке. В русском языке это оружие называлось рапира. Оружие можно было комбинировать и за счёт веса двумя рапирами можно было атаковать в бою с двух рук. Традиция ограничивать при фехтовании на fioretto зону поражения лишь корпусом связана с тем, что, во-первых, защитное снаряжение эпохи возрождения представляло собой кожаный нагрудник, во-вторых, укол узкого лёгкого клинка в руку или ногу, в отличие от укола в корпус, не приводил к быстрому выводу противника из строя, и, как свидетельствуют многочисленные описания дуэлей, дуэлянт, получивший укол в руку или ногу, часто продолжал бой (для сравнения: спортивное фехтование на шпагах основано на дуэлях «до первой крови», где для победы было достаточно лёгкого ранения в руку или ногу). Отсутствие же лезвия связано не только с тем, что итал. fioretto является тренировочным оружием, но и с принципом итальянской школы фехтования на шпагах: «убивать остриём, а не лезвием», а также с тем, что обычной (не боевой) шпагой практически невозможно нанести по-настоящему сильный рубящий удар. Фехтование на современных спортивных рапирах произошло от фехтования на fioretto.